# Ángel Rossi
Ángel Sixto Rossi SJ (ur. 11 sierpnia 1958 w Kordobie) – argentyński duchowny katolicki, arcybiskup Kordoby od 2021, kardynał prezbiter od 2023.

## Życiorys

### Prezbiterat
Święcenia kapłańskie otrzymał 12 grudnia 1986 w zakonie jezuitów. Był m.in. mistrzem nowicjatu, założycielem fundacji Fundación Manos Abiertas oraz radnym prowincjalnym.

### Episkopat
6 listopada 2021 papież Franciszek mianował go arcybiskupem metropolitą Kordoby. Sakry udzielił mu 17 grudnia 2021 arcybiskup Carlos Ñáñez.
9 lipca 2023 podczas modlitwy Anioł Pański papież Franciszek ogłosił jego nominację kardynalską.
Na konsystorzu 30 września 2023 został kreowany kardynałem prezbiterem i uzyskał kościół tytularny św. Bernadetty Soubirous. W listopadzie 2024 został wybrany pierwszym wiceprzewodniczącym Konferencji Episkopatu Argentyny. Brał udział w konklawe 2025, które wybrało papieża Leona XIV.